# Coppa dei Campioni araba per club 2019-2020
La Coppa dei Campioni araba per club 2019-2020, ufficialmente denominata Coppa dei Campioni Mohammed VI 2019-2020 (in arabo كأس محمد السادس للأندية الأبطال 2019–2020?‎?) Intitolata al re Mohammed VI del Marocco, sovrano del luogo in cui è stata ospitata la finale, è stata la 29ª edizione dell'omonima competizione, organizzata dall'UAFA e riservata ai migliori club del mondo arabo.
Il torneo avrebbe dovuto disputarsi nel 2020, ma è stato rinviato di dieci mesi a causa della Pandemia di COVID-19 e la finale si è giocata il 21 agosto 2021, dove il Raja Casablanca ha sconfitto l'Al-Ittihad ai rigori dopo un pareggio per 4–4 guadagnandosi il secondo titolo.